# Photophysique
La photophysique est une branche de la physique s'intéressant aux interactions lumière-matière.
Ce domaine de recherche partage de nombreux objets avec la photochimie qui étudie les réactions chimiques induites par la lumière.

## Laboratoires de photophysique
- Laboratoire de photophysique et photochimie supramoléculaires et macromoléculaires, Université Paris-Saclay